# Marcq (Yvelines)
Pour les articles homonymes, voir Marcq.
Marcq est une commune française située dans le département des Yvelines, en région Île-de-France.

## Géographie

### Situation
La commune de Marcq est située dans le centre du département des Yvelines, à 30 km à l'ouest de la préfecture, Versailles, et à 30 km au nord de la sous-préfecture, Rambouillet. Le chef-lieu de canton, Montfort-l'Amaury, est à 11 km.
Le parc zoologique de Thoiry est à trois kilomètres de Marcq.
La commune est entourée par la forêt domaniale de Beynes et la forêt de Thoiry.

### Hydrographie

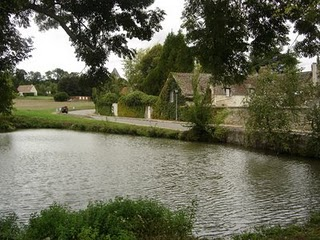
La mare de Marcq.

Il n'y a pas de cours d'eau sur le territoire de la commune. Toutefois le réseau hydrographique souterrain est assez important.
En témoignent la présence de nombreux puits dans les anciennes maisons du village mais également la « mare du village », près de l'ancien lavoir, sur la route départementale 119, à proximité de la mairie et de l'école et de la « mare de l'Arpent Noyé », à proximité du stade Marie-Le-Blan, point de départ sur la commune d'un affluent souterrain du ru de Senneville (Guerville - Yvelines).
D'anciennes mares ont donné leur nom à certains lieux-dits : Sous la Mare Gloriette-nord, Sous la mare gloriette-sud, la Mare aux Bouleaux et la Mare aux Potiers.

### Transports et voies de communications

#### Réseau routier

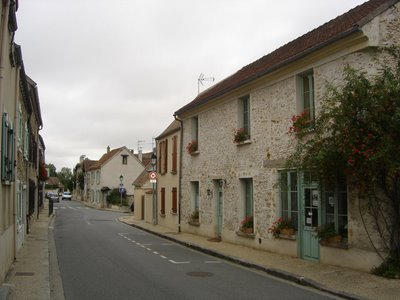
La Grande Rue.

La commune est traversée selon un axe sud-est - nord-ouest par la route départementale 119 passant par Beynes à 4,5 km et  Thoiry à 2,3 km.
La route départementale 11, parallèle à la D 119 mène, vers l'est, à Saint-Cyr-l'École (29,1 km) via Neauphle-le-Vieux (6,8 km) et Villiers-Saint-Frédéric (9,4 km) et, vers l'ouest, à Thoiry puis Septeuil (11,7 km). Elle traverse le sud du territoire communal.
Trois autres routes sortent de Marcq pour rejoindre respectivement Autouillet (1,7 km), Auteuil-le-Roi (3,4 km), Andelu (2,5 km) puis Montainville (5,7 km).

#### Desserte ferroviaire
La gare ferroviaire la plus proche est la gare de Beynes qui est située à 5 km de la commune.

#### Bus
La commune est desservie par les lignes 31, 40, 45 et 55 du réseau de bus Centre et Sud Yvelines.

### Climat
Pour des articles plus généraux, voir Climat de l'Île-de-France et Climat des Yvelines.
En 2010, le climat de la commune est de type climat océanique dégradé des plaines du Centre et du Nord, selon une étude du CNRS s'appuyant sur une série de données couvrant la période 1971-2000. En 2020, Météo-France publie une typologie des climats de la France métropolitaine dans laquelle la commune est exposée à un climat océanique et est dans la région climatique Sud-ouest du bassin Parisien, caractérisée par une faible pluviométrie, notamment au printemps (120 à 150 mm) et un hiver froid (3,5 °C).
Pour la période 1971-2000, la température annuelle moyenne est de 10,5 °C, avec une amplitude thermique annuelle de 14,5 °C. Le cumul annuel moyen de précipitations est de 671 mm, avec 10,5 jours de précipitations en janvier et 8,1 jours en juillet. Pour la période 1991-2020, la température moyenne annuelle observée sur la station météorologique la plus proche, située sur la commune de Maule à 7 km à vol d'oiseau, est de 11,8 °C et le cumul annuel moyen de précipitations est de 677,0 mm,. Pour l'avenir, les paramètres climatiques de la commune estimés pour 2050 selon différents scénarios d'émission de gaz à effet de serre sont consultables sur un site dédié publié par Météo-France en novembre 2022.

## Urbanisme

### Typologie
Au 1er janvier 2024, Marcq est catégorisée bourg rural, selon la nouvelle grille communale de densité à sept niveaux définie par l'Insee en 2022.
Elle est située hors unité urbaine. Par ailleurs la commune fait partie de l'aire d'attraction de Paris, dont elle est une commune de la couronne,. Cette aire regroupe 1 929 communes,.

### Occupation des solssimplifiée
Le territoire de la commune se compose en 2017 de 88.87 % d'espaces agricoles, forestiers et naturels, 3.61 % d'espaces ouverts artificialisés et 7.51 % d'espaces construits artificialisés.

## Toponymie
Le nom de la localité est attesté sous les formes Marcum en 1351,, Marchum, Marc vers 1250, jusqu’au XVIIe siècle.
Marc vers 1250, le bas-latin marca, emprunté au germanique, a plusieurs sens, dont « borne-limite », « frontière », la frontière entre deux peuples gaulois, les Parisii et les Carnutes ou une zone marécageuse march comme à Saulx-Marchais.

## Histoire

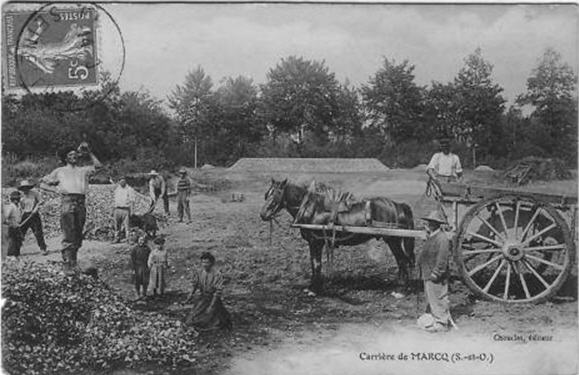
La carrière de Marcq, fermée en 1980.

Une voie romaine, connue sous le nom de chemin d'Orléans , passe entre Marcq et Andelu, dans la plaine. Les travaux de M. Rebierre, instituteur et maire de Marcq, à la suite des fouilles réalisées à partir de 1900 sont déposés au musée d'archéologie nationale de Saint-Germain-en-Laye,.
Avant la Révolution française, et la création de la commune de Marcq, de la municipalité, la paroisse Saint-Rémy de Marcq était une seigneurie, propriété de seigneurs successifs.
Le 21 juin 1846, le baptême de la cloche de l'église Saint-Rémy a eu lieu, nommée Jeanne Henriette, fondue par Mahuet père et fils, fondeurs à Dreux, en présence de monseigneur Jean Gros évêque de Versailles, Arsène Cossé, curé de Thoiry et de Marcq et Jacques Ruffin, maire de Marcq. Son nom lui a été donné par le comte Jean-Baptiste de Machault d'Arnouville et par la marquise Léonce de Vogüé, née Henriette de Machault.
Vers 1920, inauguration d'un monument aux morts pour la France. La commune honore douze morts pour la Première Guerre mondiale et trois pour la guerre 1939-1945.
En avril 1980, fermeture et fin de l'exploitation de la carrière de la Sablonnière.

## Politique et administration

### Liste des maires
| Période                                  | Période  | Identité           | Étiquette | Qualité                                   |
| ---------------------------------------- | -------- | ------------------ | --------- | ----------------------------------------- |
| Les données manquantes sont à compléter. |          |                    |           |                                           |
| 1792                                     |          | Pierre Hubert      |           |                                           |
| 1794                                     |          | Jacques Dordet     |           |                                           |
| 1836                                     |          | Jean-Louis Duflocq |           | Cultivateur                               |
| 1846                                     |          | Jacques Ruffin     |           | Cultivateur                               |
| 1856                                     |          | Pierre Tramblay    |           | Propriétaire                              |
| 1878                                     |          | Marchand           |           |                                           |
| 1900                                     |          | Théophile Rebierre |           | Instituteur                               |
| 1977                                     | 2001     | Michel Cacheux     |           | Directeur d'école primaire et instituteur |
| 2001                                     | 2022     | Pierre Souin       |           | Directeur d'école primaire et instituteur |
| 2022                                     | En cours | Magali Méjean      |           | Contrôleur des Finances Publiques         |

## Population et société

### Démographie

#### Évolution démographique
L'évolution du nombre d'habitants est connue à travers les recensements de la population effectués dans la commune depuis 1793. Pour les communes de moins de 10 000 habitants, une enquête de recensement portant sur toute la population est réalisée tous les cinq ans, les populations de référence des années intermédiaires étant quant à elles estimées par interpolation ou extrapolation. Pour la commune, le premier recensement exhaustif entrant dans le cadre du nouveau dispositif a été réalisé en 2008.

En 2022, la commune comptait 790 habitants, en évolution de +4,36 % par rapport à 2016 (Yvelines : +2,72 %, France hors Mayotte : +2,11 %).
| 1793 | 1800 | 1806 | 1821 | 1831 | 1836 | 1841 | 1846 | 1851 |
| ---- | ---- | ---- | ---- | ---- | ---- | ---- | ---- | ---- |
| 489  | 523  | 532  | 500  | 521  | 471  | 446  | 442  | 457  |

| 1856 | 1861 | 1866 | 1872 | 1876 | 1881 | 1886 | 1891 | 1896 |
| ---- | ---- | ---- | ---- | ---- | ---- | ---- | ---- | ---- |
| 428  | 416  | 430  | 419  | 418  | 367  | 374  | 402  | 423  |

| 1901 | 1906 | 1911 | 1921 | 1926 | 1931 | 1936 | 1946 | 1954 |
| ---- | ---- | ---- | ---- | ---- | ---- | ---- | ---- | ---- |
| 375  | 381  | 371  | 354  | 303  | 304  | 295  | 306  | 309  |

| 1962 | 1968 | 1975 | 1982 | 1990 | 1999 | 2006 | 2008 | 2013 |
| ---- | ---- | ---- | ---- | ---- | ---- | ---- | ---- | ---- |
| 319  | 375  | 383  | 478  | 509  | 597  | 682  | 704  | 735  |

| 2018 | 2022 | - | - | - | - | - | - | - |
| ---- | ---- | - | - | - | - | - | - | - |
| 766  | 790  | - | - | - | - | - | - | - |

#### Pyramide des âges
En 2018, le taux de personnes d'un âge inférieur à 30 ans s'élève à 33,3 %, soit en dessous de la moyenne départementale (38 %). De même, le taux de personnes d'âge supérieur à 60 ans est de 19,8 % la même année, alors qu'il est de 21,7 % au niveau départemental.
En 2018, la commune comptait 378 hommes pour 388 femmes, soit un taux de 50,65 % de femmes, légèrement inférieur au taux départemental (51,32 %).
Les pyramides des âges de la commune et du département s'établissent comme suit.
| Hommes | Classe d’âge | Femmes |
| ------ | ------------ | ------ |
| 0,3    | 90 ou +      | 0,8    |
| 5,0    | 75-89 ans    | 4,6    |
| 14,0   | 60-74 ans    | 14,7   |
| 29,9   | 45-59 ans    | 25,5   |
| 18,5   | 30-44 ans    | 20,1   |
| 14,3   | 15-29 ans    | 15,2   |
| 18,0   | 0-14 ans     | 19,1   |

| Hommes | Classe d’âge | Femmes |
| ------ | ------------ | ------ |
| 0,6    | 90 ou +      | 1,4    |
| 6      | 75-89 ans    | 7,8    |
| 13,5   | 60-74 ans    | 14,8   |
| 20,7   | 45-59 ans    | 20,1   |
| 19,6   | 30-44 ans    | 19,9   |
| 18,5   | 15-29 ans    | 16,8   |
| 21,2   | 0-14 ans     | 19,2   |

### Enseignement
La commune possède une école élémentaire publique.

### Sports

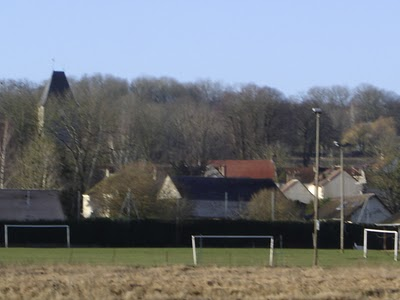
Le stade Marie-Le Blan.

La commune héberge deux associations sportives, l'une de tennis, l'autre de football. Le terrain (stade) et les courts de tennis sont sur le territoire de la commune.

### Vie associative et festivités
Le comité des fêtes, la municipalité et les associations de la commune organisent dans le village un concours de peinture, un vide-greniers, un rallye pédestre, un marché artisanal, des soirées à thème et des spectacles.

## Économie
L'économie de Marcq, commune principalement résidentielle, est partiellement basée sur l'artisanat et l'agriculture.

## Culture locale et patrimoine

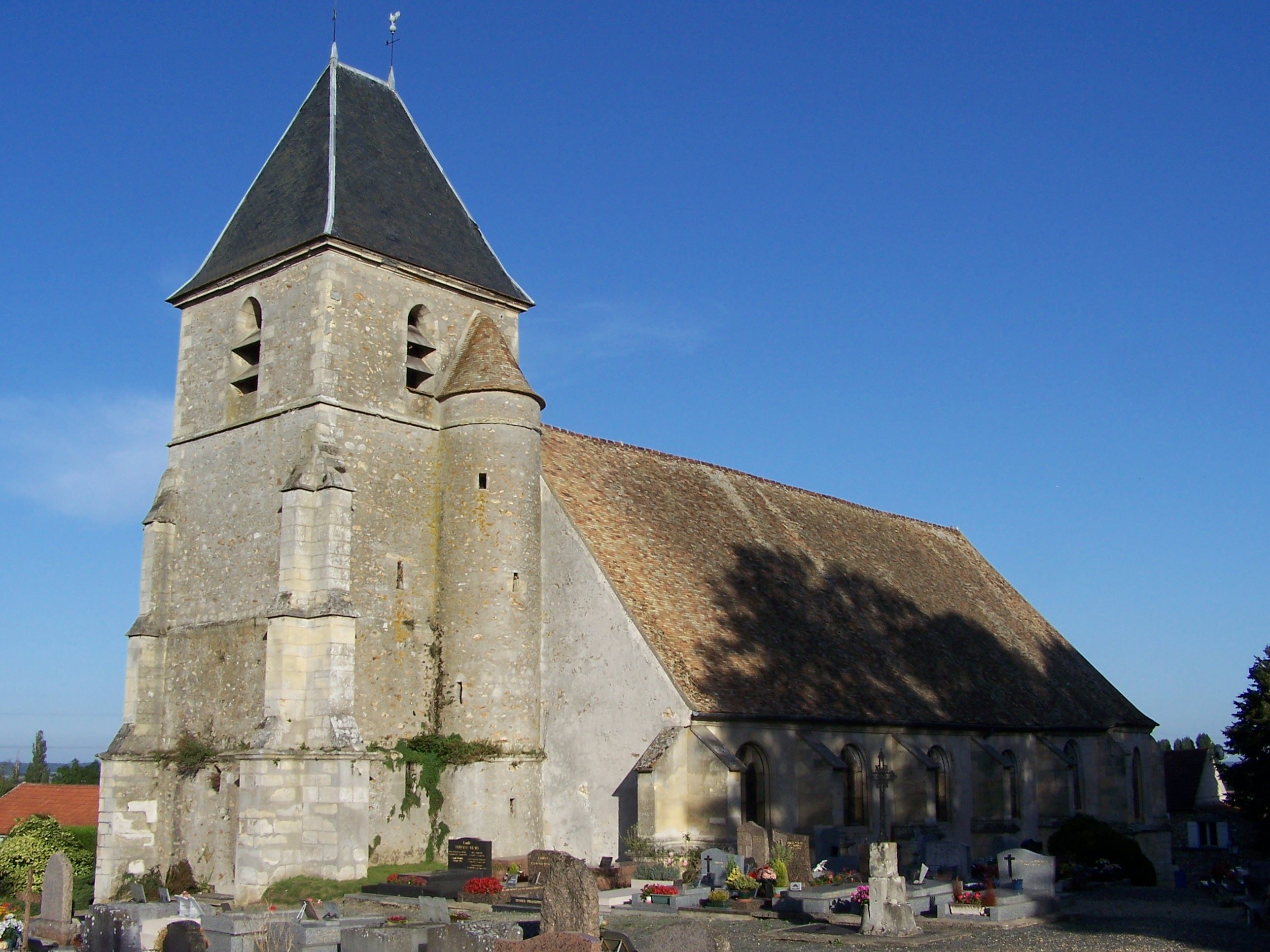
L'église Saint-Rémy.

### Lieux et monuments
- Le château du XVIIe siècle, propriété privée, appelé « le Manoir », est cité dans la Base Mérimée pour ses jardins[28].
- Le colombier, pigeonnier se situe à côté du château.
- La ferme, dite ferme du Buc, appartenait à l'ancien fief de Buc[29].
- L'église Saint-Rémy, de style romano-gothique date du XIIe au XVIIe siècle[30]. Selon les notes d'un érudit, féru d’archéologie, A. De Dion (1823-1909), sur le vitrail du chœur (aujourd’hui disparu), la date de 1550 était écrite[31]. Le recoupement de ces informations a alors suggéré une datation du milieu du XVIe siècle pour la construction du chevet actuel.

### Personnalités liées à la commune
- Guillaume Marescot (1567-1643), seigneur de Marcq[32].
- Michel Marescot (1598 - 1649) : seigneur de Marcq, fils de Guillaume de Marescot et de Valentine Loysel.
- René de Marescot (1600-1649), frère du précédent et seigneur de Marcq.
- Charles René de Marescot (juillet 1649 - 23 novembre 1740) : seigneur de Marcq et autres lieux (la Concie, Marcilly, la Tour Belle), inhumé dans l'église Saint-Rémi de Marcq « âgé de 91 ans 4 mois et 18 jours », comme le signale l'inscription sur la dalle funéraire.
- Charles Mondion (né en 1639) : officier du roi[33].
- Jacques Dordet (né en 1792) : porteur du premier titre d'officier de l'état civil[33].